# Brains (Thunderbirds)
Brains is een personage uit de poppen-televisieserie Thunderbirds, de drie op deze serie gebaseerde films, en de remake Thunderbirds Are Go. Hij is de ontwerper van alle Thunderbirdmachines en andere reddingsapparatuur van de International Rescue-organisatie.

## Achtergrond
Brains draagt een grote blauwe bril en hij stottert vaak. Volgens Syliva Anderson was Brains een nieuwe variant op de reguliere genie/wetenschapper die in vrijwel elke Anderson-serie voorkomt. Zo vergeleek ze hem met Matthew Matic uit Fireball XL5 en George Lee Sheridan uit Stingray. Brains wordt ook vaak gezien als een geüpdatete versie van het personage Dr Beaker uit Supercar, aangezien beide excentrieke wetenschappers zijn met een stotterprobleem.
Brains gebruikt in de serie, in de aflevering Alias Mr. Hackenbacker, eenmaal het pseudoniem Hiram K. Hackenbacker, maar dit is niet zijn echte naam. In de speelfilm uit 2004 is "Hackenbacker" wel zijn echte achternaam.
David Graham verzorgde de stem van Brains in de televisieserie en de eerste twee films. Graham baseerde Brains' stem niet op iemand die hij in het dagelijks leven kende, zoals hij dat bij de meeste van zijn rollen deed. Hij improviseerde eveneens Brains gestotter. In de live-actionfilm uit 2004 werd Brains gespeeld door Anthony Edwards. In de remake wordt zijn stem gedaan door Kayvan Novak.
Brians wordt over het algemeen beschouwd als een van de bekendste en meest herkenbare personages uit de werken van Gerry Anderson.

## Biografie
Brains is geboren op 14 november 2001-2040 in Michigan. Al op jonge leeftijd was hij een technisch genie. Brains verloor zijn ouders toen een orkaan zijn woonplaats trof. Hij werd op zijn twaalfde geadopteerd door een professor van de Universiteit van Cambridge, alwaar Brains zijn studie voortzette.
Brains kwam in contact met Jeff Tracy toen die zocht naar een betrouwbare wetenschapper die hem kon helpen de International Rescue-organisatie op te zetten. De twee kwamen elkaar tegen in Parijs, en Brains accepteerde het aanbod meteen.
Brains is als ontwerper van de machines onmisbaar voor het team. In zijn vrije tijd doet hij geregeld andere uitvindingen, zoals de robot Braman. Brains staat erom bekend niet snel tevreden te zijn met een creatie en altijd dingen te willen perfectioneren.
Hoewel hij meestal vanuit de basis advies geeft gaat Brains ook af en toe met de Tracy’s mee naar een rampgebied. In de film Thunderbird 6 regelde hij zelf de redding van de bemanning en passagiers van het luchtschip Skyship One (dat hij overigens ook had ontworpen). Van tijd tot tijd doet Brains ook werk voor andere organisaties en bedrijven, maar altijd onder zijn schuilnaam.
In de film Thunderbirds uit 2004 heeft Brains een zoon, Fermat. Wie de moeder van Fermat is, is niet bekend.

## Voetnoot
1. ↑  Deze datum is afkomstig uit de karakterprofielen op de Nederlandse Thunderbirds dvd-reeks